# Mesobiotus barabanovi
Espèce
Synonymes
- Macrobiotus barabanovi Tumanov, 2005

Mesobiotus barabanovi est une espèce de tardigrades de la famille des Macrobiotidae.

## Distribution
Cette espèce est endémique du Kirghizistan. Elle se rencontre dans les monts Tian.

## Étymologie
Cette espèce est nommée en l'honneur d'Andrei V. Barabanov.

## Publication originale
- Tumanov, 2005 : Two new species of Macrobiotus (Eutardigrada, Macrobiotidae) from Tien Shan (Kirghizia), with notes on Macrobiotus tenuis group. Zootaxa, no 1043, p. 33–46.